# HOSTAGES ホステージ
『HOSTAGES ホステージ』（Hostages）は、2013-14年のテレビシーズンにCBSで放送が始まったアメリカ合衆国のテレビドラマシリーズである。ロテム・シャミールとオムリ・ギヴォンが企画したイスラエルの同名のテレビドラマをアロン・アラーニャとジェフリー・ナックマノフがリメイクした。パイロット版はナックマノフが監督・脚本を務めた。2013年9月23日に初回が放送された。

## プロット
アメリカ大統領の手術を任されることとなった医者のエレン・サンダースは、FBI特別捜査官のダンカン・カーライルによって家族が人質に取られてしまう。彼女は家族を守るため、大統領を殺すことを強いられる。

## キャスト

### メイン
エレン・サンダース
演 - トニ・コレット、日本語吹替 - 安藤麻吹
ダンカン・カーライル
演 - ディラン・マクダーモット、日本語吹替 - てらそままさき
ブライアン・サンダース
演 - テイト・ドノヴァン、日本語吹替 - 加藤亮夫
モーガン・サンダース
演 - クイン・シェパード、日本語吹替 - 青木瑠璃子
ジェイク・サンダース
演 - マテウス・ウォード、日本語吹替 - 河本啓佑
アーチャー・プチ
演 - ビリー・ブラウン、日本語吹替 - 遠藤大智
サンドリーヌ・ルノー
演 - サンドリーヌ・ホルト、日本語吹替 - 加藤有生子
クレイマー・ディレイニー
演 - リス・コイロ、日本語吹替 - 田村真
ポール・キンケイド大統領
演 - ジェームズ・ノートン、日本語吹替 - 谷昌樹

### リカーリング
サマンサ
演 - ヒラリー・バートン
クエンティン・クリーシー
演 - ジェレミー・ボブ、日本語吹替 - 丸山壮史
ソーヤー・カーライル
演 - ローラ・クック
バートン・デラニー
演 - ラリー・パイン
ボイド
演 - タイラー・エリオット・バーク、日本語吹替 - 寸石和弘
マリー・キンケイド
演 - メアリー・エリザベス・マストラントニオ
ニーナ・カーライル
演 - ジェマ・フォーブス

## 国際放送
イギリスではチャンネル4、オーストラリアではナイン・ネットワーク、カナダではCTV、ラテンアメリカではワーナー・チャンネル、南アフリカではM-Net、日本ではAXNで放送される。

## エピソード
| シーズン | シーズン | 話数 | 放送日        | 放送日         | DVD発売日   | DVD発売日   | DVD発売日   |
| シーズン | シーズン | 話数 | シーズン初回  | シーズン最終回 | リージョン1 | リージョン2 | リージョン4 |
| -------- | -------- | ---- | ------------- | -------------- | ----------- | ----------- | ----------- |
|          | 1        | 15   | 2013年9月23日 | TBA            | TBA         | TBA         | TBA         |

| No. | 日本語題 原題                           | 監督                         | 脚本                                          | 放送日         | 製作 番号 | 合衆国視聴者数 （百万人） |
| --- | --------------------------------------- | ---------------------------- | --------------------------------------------- | -------------- | --------- | ------------------------- |
| 1   | "究極の選択" "Pilot"                    | ジェフリー・ナックマノフ     | アロン・アラーニャ & ジェフリー・ナックマノフ | 2013年9月23日  | 101       | 7.41                      |
| 2   | "見えない鎖" "Invisible Leash"          | ジェイソン・エンズラー       | リック・アイド & ジェフリー・ナックマノフ     | 2013年9月30日  | 102       | 5.96                      |
| 3   | "接触" "Power of Persuasion"            | ヘンリー・ブロンシュタイン   | リック・アイド & ジェフリー・ナックマノフ     | 2013年10月7日  | 103       | 5.22                      |
| 4   | "2:45 PM"                               | ラッセル・リー・ファイン     | アーロン・イーライ・コリート                  | 2013年10月14日 | 104       | 5.16                      |
| 5   | "報い" "Truth and Consequences"         | カレン・ガヴィオラ           | ジェニファー・セシル                          | 2013年10月21日 | 105       | 5.16                      |
| 6   | "招かれざる訪問者" "Sister's Keeper"    | デヴィッド・フォン・アンケン | Jennifer Schuur                               | 2013年10月28日 | 106       | 4.90                      |
| 7   | "残された切り札" "Hail Mary"            | マット・アール・ビーズレイ   | リック・アイド & アロン・アラーニャ           | 2013年11月4日  | 107       | TBA                       |
| 8   | "背後にある理由" "The Good Reason"      | S・J・クラークソン           | キャシー・パパス                              | 2013年11月11日 | 108       | TBA                       |
| 9   | "知りすぎた男" "Loose Ends"             | ヘンリー・ブロンシュタイン   | リック・アイド & ジェフリー・ナックマノフ     | 2013年11月18日 | 109       | TBA                       |
| 10  | "35年前の真実" "Burden of Truth"        | TBA                          | TBA                                           | 2013年11月25日 | 110       | TBA                       |
| 11  | "バンテージ・ポイント" "Off the Record" | TBA                          | TBA                                           | 2013年12月2日  | 111       | TBA                       |
| 12  | "偽りの同盟" "The Cost of Living"       | TBA                          | TBA                                           | 2013年12月9日  | 112       | TBA                       |
| 13  | "女たちの決断" "Fight or Flight"        | TBA                          | TBA                                           | 2013年12月16日 | 113       | TBA                       |
| 14  | "すべては家族のために"                  | TBA                          | TBA                                           | ( )            | TBA       | TBA                       |
| 15  | "エンドゲーム"                          | TBA                          | TBA                                           | ( )            | TBA       | TBA                       |

## 評価
『New York Daily News』のデヴィッド・ヒンクリーは5ツ星満点中4ツ星を与えた。『USAトゥデイ』のロバート・ビアンコは4ツ星満点で3ツ星を与えた。